# Józef z Kupertynu
Józef z Kupertynu (Copertino), wł. Giuseppe Maria Desa (ur. 17 czerwca 1603 w Copertino, zm. 18 września 1663 w Osimo) – włoski franciszkanin konwentualny, święty Kościoła katolickiego, mistyk.

## Życiorys
Jego ojcem był Feliks Desa – stolarz, który uciekł przed  wierzycielami. Wychowaniem dziecka zajmowała się głównie matka, Francescina z domu Banaca, która urodziła go w zagrodzie. Kilkukrotnie prosił o przyjęcie do franciszkanów konwentualnych oraz kapucynów, ale był odrzucany z powodu swojej domniemanej głupoty. Ostatecznie został przyjęty do franciszkanów konwentualnych, najpierw w charakterze brata laika. Z czasem pozwolono mu przygotować się do przyjęcia święceń. W 1627 złożył profesję wieczystą, a 8 marca 1628  otrzymał święcenia i rozpoczął pracę duszpasterską.
Według legendy, w 1630 w czasie procesji ku czci św. Franciszka miał pierwsze uniesienie ekstatyczne połączone z lewitacją, obserwowane przez tłumy. Lewitacje miały następować codziennie i odbywać się w momentach uniesienia duchowego (ekstazy) lub były wynikiem konwulsji lub zatrucia. Świadkiem lewitacji miał być również papież Urban VIII. W związku z tymi pogłoskami inkwizycja neapolitańska przeprowadziła trwające trzy lata śledztwo, które doprowadziło do jego uniewinnienia. Sprawą wielokrotnie zajmowało się też Święte Oficjum. Józefa przeniesiono w końcu do klasztoru Sacro Convento w Asyżu, gdzie przebywał w latach 1639–1653, a następnie do Pietrarubbii, gdzie przebywał do 1657 roku. Przez krótki czas przebywał również w klasztorach kapucynów.
Sława Józefa rozpowszechniała się, powodując jego kult tak we Włoszech, jak i w Europie. Odwiedzali go księża, zakonnicy, dostojnicy Kościoła, biskupi i kardynałowie, a także głowy koronowane. Wśród nich przyszły król Polski Jan II Kazimierz Waza, który, podobno, chcąc dowiedzieć się, czy kiedykolwiek zostanie królem, zapytał o to świętego w 1646 i uzyskał następującą odpowiedź: Ach, będziesz, ale ani tobie pożądanem, ani dla poddanych twych użytecznym królowaniem.
Zmarł w Osimo 18 września 1663. W krypcie tamtejszej bazyliki obecnie jego imienia, spoczywają jego relikwie.
W postaci św. Józefa teolodzy upatrywali przykładu mistyka, a współcześni widzieli w nim uosobienie św. Franciszka z Asyżu.
Pamięć Józefa z Kupertynu otoczona jest w Kościele katolickim kultem. Jego beatyfikacji dokonał 24 lutego 1753 roku papież Benedykt XIV, zaś kanonizował go 16 lipca 1767 roku Klemens XIII. Wspomnienie liturgiczne w kalendarzu zakonów franciszkańskich obchodzone jest 19 września.
Święty jest patronem lotników, astronautów, podróżujących drogą powietrzną, pilotów wojsk NATO i studentów zdających egzaminy lub testy, szczególnie tych, którzy mają problemy z nauką.

## Filmy
Filmem opartym na biografii św. Józefa z Kupertynu jest:
- Święty mimo woli (ang. The Reluctant Saint, wł. Cronache di un convento) (1962), w reżyserii Edwarda Dmytryka, z Maximilianem Schellem w roli głównej[4].